# 天弘基金
天弘基金管理有限公司（英語：Tianhong Asset Management Co., Ltd），简称天弘基金，成立于2004年11月8日，是中国管理规模第一大的基金公司，也是蚂蚁金服集团的成员企业。天弘基金原注册地位于天津市河西区，2015年迁至中国（天津）自由贸易试验区中心商务片区内，注册资本5.143亿元人民币，截至2020年9月30日，天弘基金公募资产管理规模14178.49亿元

## 历史
2004年11月8日，天弘基金管理有限公司成立，由天津信托投资有限公司出资4800万元、兵器财务有限责任公司和山西漳泽电力股份有限公司各出资2600万元共同发起设立。
2013年6月13日，天弘基金与支付宝展开合作，开通余额宝（增利宝货币型基金）服务。同年10月9日，阿里巴巴电子商务有限公司出资11.8亿元，认购天弘基金26230万元注册资本，持有51%股份，成为控股最大股东。至12月31日，仅半年时间，余额宝的客户数已经达到4303万人，资金规模达1853亿元。
2014年1月15日，天弘基金余额宝规模已超过2500亿元，客户数超过4900万户。3月31日，余额宝规模为5413亿元，一季度盈利达57亿元。天弘基金旗下公募产品总规模为5537亿元。5月29日，证监会下发《关于核准天弘基金管理有限公司变更持有5%以上股权股东的批复》，核准浙江阿里巴巴电子商务有限公司向天弘基金出资26230万元，持有51%的股权，至此公司股权变更尘埃落定。
2014年下半年，蚂蚁金服和内蒙君正两大天弘基金主要股东因2014年上半年期间余额宝的利润分配问题而产生矛盾，影响既定增资计划。2014年12月10日，蚂蚁金服就天弘基金增资一事向中国国际经济贸易仲裁委员会提起仲裁申请，指天弘基金股东内蒙君正不履行增资协议，不支付增资款造成增资方案拖延半年无法完成。2015年1月4日，蚂蚁金服对外公布了申请仲裁一事，天弘基金两大股东矛盾公开化并见诸于媒体。最终，2015年春节前，经天津国资委出面调节下，蚂蚁金服在2014年上半年的利润分配方案上做出让步并下调余额宝技术服务费，双方达成和解。
8月27日，天弘基金管理有限公司注册资本从1.8亿元增资至5.143亿元，并将注册地迁移至中国（天津）自由贸易试验区中心商务片区内，同时，天弘基金由国有控股企业改制为民营控股企业。